# Ringseeinsel
Die Ringseeinsel, früher Fischerfleck, ist die einzige Insel im Tegernsee.

## Geographie
Die Ringseeinsel gehört, ebenso wie der gesamte Tegernsee, zur Stadt Tegernsee. Sie liegt im südwestlichen Teil des Tegernsees nur rund 70 Meter östlich des Schilfgürtels bei Abwinkl (südlicher Ortsteil der Gemeinde Bad Wiessee) bzw. des Ortsteils Ringsee der Gemeinde Kreuth. Sie liegt nicht im namensgebenden, weitgehend abgeschnürten Seeteil Ringsee, sondern ist diesem rund 230 Meter vorgelagert.
Die Insel ist rund 100 Meter lang, 70 Meter breit und mit Gras und Weiden bewachsen. 
Anfang der 1980er Jahre bestand die Gefahr, dass die Insel durch übermäßige Freizeitnutzung und den damit einhergehenden Vegetationsverlust stark erodierte. Deswegen wurde die Insel ab 1982 durch die Anpflanzung von Weiden stabilisiert. Gleichzeitig wurde durch Aufschüttung kleinerer Kiesdämme ein Binnensee für Wasservögel geschaffen, die dort ungestört brüten können.